# Tibirke Sand
Tibirke Sand er et sommerhuskvarter mellem Frederiksværk og Helsinge i Gribskov Kommune – placeret mellem Frederiksværkvej og Arresø. Kvarteret blev udlagt som sommerhuskvarter efter Første Verdenskrig. I kvarteret findes kun få officielle helårsboliger og ca. 500 sommerhuse, hvoraf ca. en fjerdedel er helårsbeboede.
Området har sit navn efter sandflugten, som i 1500-1700-tallet dækkede jorden med flyvesand. Jorden er stadig sandjord med et tyndt muldlag.
|  | Denne artikel om lokaliteten Tibirke Sand kan blive bedre, hvis der indsættes et (bedre) billede. Du kan hjælpe ved at afsøge Wikimedia Commons for et passende billede eller lægge et op på Wikimedia Commons med en af de tilladte licenser og indsætte det i artiklen. |

56°00′45″N 12°03′40″Ø / 56.01250°N 12.06111°Ø